# San Jerónimo del Mezquital
San Jerónimo del Mezquital är en ort i Mexiko.   Den ligger i kommunen Doctor Mora och delstaten Guanajuato, i den centrala delen av landet, 230 km nordväst om huvudstaden Mexico City. San Jerónimo del Mezquital ligger 2 065 meter över havet och antalet invånare är 109.
Terrängen runt San Jerónimo del Mezquital är platt åt sydost, men åt nordväst är den kuperad. Runt San Jerónimo del Mezquital är det ganska tätbefolkat, med 120 invånare per kvadratkilometer. Närmaste större samhälle är San José Iturbide, 15,6 km söder om San Jerónimo del Mezquital. Trakten runt San Jerónimo del Mezquital består till största delen av jordbruksmark.